# Inge Hofmann
Inge Hofmann (* 9. Januar 1939 in Essen; † 2016) war eine deutsche Afrikanistin. Sie befasste sich insbesondere mit der meroitischen Sprache und Kultur im antiken nubischen Reich von Kusch.

## Leben
Hofmann promovierte 1967 bei Johannes Lukas in Hamburg mit einer Arbeit über Die Kulturen des Niltals von Aswan bis Sennar vom Mesolithikum bis zum Ende der christlichen Epoche und habilitierte sich 1973 für Afrikanistik mit einer Schrift über Wege und Möglichkeiten eines indischen Einflusses auf die meroitische Kultur. Anschließend lehrte sie von 1973 bis 1979 als Privatdozentin am Seminar für Afrikanische Sprachen und Kulturen der Universität Hamburg.
Seit 1975 war sie Lektorin für Religionswissenschaft (als Mitarbeiterin Anton Vorbichlers); seit 1978 Dozentin für Afrikanistik an der Universität Wien. Seit 1983 lehrte sie dort als außerordentliche Professorin für Afrikanistik. Von 1985 bis zu ihrer Pensionierung 1999 leitete sie die Abteilung für Sudanforschung am Institut für Afrikanistik der Universität Wien. Als Emerita hielt sie noch bis 2003 regelmäßige Vorlesungen und erhielt den Titel einer emeritierten ordentlichen Universitäts-Professorin. Sie war Herausgeberin der Schriftenreihe Beiträge zur Sudanforschung.

## Schriften (Auswahl)
- Wege und Möglichkeiten eines indischen Einflusses auf die meroitische Kultur. Sankt Augustin 1975, ISBN 3-921389-15-1.
- Beiträge zur meroitischen Chronologie. Sankt Augustin 1978, ISBN 3-921389-80-1.
- Der Sudan als ägyptische Kolonie im Altertum. Beiträge zur Ägyptologie 2, Wien 1979, OCLC 6817406.
- Hase, Perlhuhn und Hyäne – Spuren meroitischer Oralliteratur. Ein Beitrag zur afrikanischen Komponente der meroitischen Kultur. Wien 1988, OCLC 180450740.